# Municipio de Wyandotte
El municipio de Wyandotte (en inglés: Wyandotte Township) es un municipio ubicado en el condado de Pennington en el estado estadounidense de Minnesota. En el año 2010 tenía una población de 130 habitantes y una densidad poblacional de 2,22 personas por km².

## Geografía
El municipio de Wyandotte se encuentra ubicado en las coordenadas 47°59′30″N 96°1′52″O / 47.99167, -96.03111. Según la Oficina del Censo de los Estados Unidos, el municipio tiene una superficie total de 58.63 km², de la cual 58,63 km² corresponden a tierra firme y (0 %) 0 km² es agua.

## Demografía
Según el censo de 2010, había 130 personas residiendo en el municipio de Wyandotte. La densidad de población era de 2,22 hab./km². De los 130 habitantes, el municipio de Wyandotte estaba compuesto por el 86,92 % blancos, el 1,54 % eran afroamericanos, el 9,23 % eran amerindios y el 2,31 % eran de una mezcla de razas. Del total de la población el 1,54 % eran hispanos o latinos de cualquier raza.